# USS Stewart (DE-238)
USS Stewart (DE–238) là một tàu hộ tống khu trục lớp Edsall từng phục vụ cùng Hải quân Hoa Kỳ trong Chiến tranh Thế giới thứ hai. Nó là chiếc tàu chiến thứ ba của Hải quân Hoa Kỳ được đặt cái tên này, theo tên Chuẩn đô đốc Charles Stewart (1778-1869), người đã từng chỉ huy chiếc USS Constitution trong cuộc Chiến tranh 1812. Nó đã phục vụ cho đến khi chiến tranh kết thúc, xuất biên chế năm 1947, rồi xóa đăng bạ năm 1972. Con tàu được trao tặng để bảo tồn như một tàu bảo tàng tại Galveston, Texas; trở thành một trong hai tàu hộ tống khu trục được giữ lại tại Hoa Kỳ, và là chiếc duy nhất thuộc lớp Edsall. Nó được công nhận là một Di tích Lịch sử Quốc gia vào năm 1974.

## Thiết kế và chế tạo
Lớp Edsall có thiết kế hầu như tương tự với lớp Cannon dẫn trước; khác biệt chủ yếu là ở hệ thống động lực Kiểu FMR do được trang bị động cơ diesel Fairbanks-Morse dẫn động qua hộp số giảm tốc đến trục chân vịt. Đây là cấu hình động cơ được áp dụng rộng rãi trên tàu ngầm, được chứng tỏ là có độ tin cậy cao hơn so với lớp Cannon.
Vũ khí trang bị bao gồm ba pháo 3 in (76 mm)/50 cal trên tháp pháo nòng đơn có thể đối hạm hoặc phòng không, một khẩu đội pháo phòng không Bofors 40 mm nòng đôi và tám pháo phòng không Oerlikon 20 mm. Vũ khí chống ngầm bao gồm một dàn súng cối chống tàu ngầm Hedgehog Mk. 10 (có 24 nòng và mang theo 144 quả đạn); hai đường ray Mk. 9 và tám máy phóng K3 Mk. 6 để thả mìn sâu. Con tàu vẫn giữ lại ba ống phóng ngư lôi Mark 15 21 inch (533 mm), và được trang bị radar SC dò tìm không trung và mặt biển. Thủy thủ đoàn đầy đủ bao gồm 186 sĩ quan và thủy thủ.
Stewart được đặt lườn tại xưởng tàu của hãng Brown Shipbuilding, ở Houston, Texas vào ngày 15 tháng 7, 1942. Nó được hạ thủy vào ngày 22 tháng 11, 1942, được đỡ đầu bởi bà William A. Porteos, Jr., và nhập biên chế cùng Hải quân Hoa Kỳ vào ngày 31 tháng 5, 1943 dưới quyền chỉ huy của Hạm trưởng, Thiếu tá Hải quân Blaney Calatis Turner.

## Lịch sử hoạt động

### Mặt trận Đại Tây Dương
Stewart ở lại Houston cho đến ngày 10 tháng 6, 1943, khi nó lên đường đi Galveston, Texas để tiếp tục được trang bị. Nó khởi hành vào ngày 17 tháng 6 để đi đến New Orleans, Louisiana, và trình diện để phục vụ cùng Tư lệnh Quân khu Hải quân 8 và Bộ chỉ huy Huấn luyện Tác chiến Hạm đội Đại Tây Dương. Nó rời New Orleans vào ngày 22 tháng 6 để chạy thử máy huấn luyện tại khu vực Bermuda, và quay trở về Philadelphia, Pennsylvania một tháng sau đó. Sau sáu ngày được bảo trì tại Xưởng hải quân Philadelphia, con tàu đi đến Miami, Florida, hoạt động thực hành và tuần tra cho đến ngày 29 tháng 10, rồi đi đến Norfolk, Virginia vào ngày 31 tháng 10.
Sau một chuyến đi ngược dòng sông Potomac để viếng thăm Quantico, Virginia và Xưởng hải quân Washington, Stewart làm nhiệm vụ huấn luyện thủy thủ đoàn các tàu hộ tống khu trục tương lai tại Norfolk. Nó xen kẻ nhiệm vụ này với các chuyến hộ tống vận tải ven biển từ Tompkinsville, New York đến khu vực Virginia Capes. Con tàu khởi hành từ Norfolk vào ngày 17 tháng 3, 1944 để đi Tompkinsville, rồi xuất phát từ đây vào ngày 19 tháng 3 để hộ tống một đoàn tàu vận tải vượt Đại Tây Dương, đi ngang qua Argentia, Newfoundland để đến Reykjavík, Iceland. Quay trở về đến Tompkinsville vào ngày 10 tháng 4, nó đi đến Norfolk ba ngày sau đó và vào ụ tàu để sửa chữa trong ba ngày, trước khi gia nhập Đơn vị Đặc nhiệm 29.6.1 vào ngày 25 tháng 4.
Lên đường để hộ tống một đoàn tàu vận tải, Stewart đi ngang qua Aruba, Tây Ấn thuộc Hà Lan để đến Cristobal thuộc vùng kênh đào Panama vào ngày 3 tháng 5. Nó tiếp tục lên đường vào ngày hôm sau để hộ tống một đoàn tàu đi đến vịnh Guantánamo, Cuba, rồi di chuyển độc lập đến Bermuda. Đi đến Port Royal, Jamaica vào ngày 10 tháng 5, trong một tuần lễ tiếp theo nó thực hành tấn công thử nghiệm cùng một tàu ngầm chiếm được của Hải quân Ý. Từ ngày 18 đến ngày 23 tháng 5, con tàu tham gia truy tìm ngoài khơi Bermuda một mục tiêu dò được qua máy định vị vô tuyến, thực hiện một lượt tấn công bằng mìn sâu vào ngày 18 tháng 5 nhưng không có kết quả. Nó quay trở về Port Royal vào ngày 23 tháng 5 và ở lại cảng này thêm bốn ngày.
Rời Port Royal vào ngày 27 tháng 5, Stewart tham gia một đội tìm-diệt tàu ngầm vốn còn bao gồm các tàu khu trục Rhind (DD-404) và Wainwright (DD-419). Đội đặc nhiệm gia nhập Đoàn tàu UC 24 vào ngày 3 tháng 6 để đi lên phía Bắc; Stewart tách ra vào ngày 8 tháng 6 và đi đến Boston, Massachusetts vào ngày hôm sau. Nó đi đến Casco Bay, Maine vào ngày 25 tháng 6 để thực hành chống tàu ngầm phối hợp cùng chiếc tàu ngầm Ý Vortice, rồi đi xuống phía Nam hai ngày sau đó, đến Norfolk vào ngày 29 tháng 6. Nó khởi hành vào ngày 1 tháng 7 để hộ tống cho Đoàn tàu UGF 12 vượt Đại Tây Dương đi sang Naples, Ý, đến nơi vào ngày 15 tháng 7 và lên đường vào ngày 21 tháng 7 cho chặng quay trở về cùng Đoàn tàu GUF 12. Nó về đến Xưởng hải quân Brooklyn vào ngày 3 tháng 8.
Vào giữa tháng 8, Stewart đi đến Casco Bay để huấn luyện trong hai ngày trước khi vào ụ tàu tại Boston để sửa chữa vào ngày 17 tháng 8. Khởi hành bốn ngày sau đó để tham gia hộ tống một đoàn tàu vận tải tại Norfolk, nó lên đường vào ngày 24 tháng 8 cho chuyến đi vượt đại dương sang Naples, rồi quay trở về New York vào ngày 26 tháng 9. Con tàu lại đi đến Casco Bay vào ngày 9 tháng 10 để tiếp tục huấn luyện chống tàu ngầm cùng Vortice, rồi trở lại Boston vào ngày 20 tháng 10. Lên đường hai ngày sau đó để hộ tống Đoàn tàu CU 4 đi sang Anh, nó đã thả bốn quả mìn sâu tấn công một mục tiêu dò được qua sonar trên đường đi, nhưng không có kết quả và phải quay trở lại cùng đoàn tàu vận tải. Đi đến sông Clyde vào ngày 2 tháng 11, nó khởi hành tám ngày sau đó cho chặng quay trở về, về đến New York vào ngày 22 tháng 11.
Stewart tiếp tục một đợt huấn luyện chống tàu ngầm khác, lần này ngoài khơi đảo Nantucket phối hợp cùng chiếc tàu ngầm Ý Goffredo Mameli. Sau đó nó khởi hành từ Boston vào ngày 10 tháng 12 để hộ tống một đoàn tàu vận tải vượt đại dương, đi đến eo biển Plymouth mười ngày sau đó. Con tàu chuyển đến đảo Wight trong đêm 23-24 tháng 12 để gia nhập một đoàn tàu vận tải khác cho chặng quay trở về. Trong giai đoạn từ tháng 1 đến tháng 6, 1945, nó còn thực hiện ba chuyến hộ tống vận tải đi sang Anh, gồm một chuyến đến Falmouth và hai chuyến đến Liverpool; xen kẻ giữa các chuyến đi là những đợt huấn luyện dọc bờ biển New England. Trong chuyến thứ hai nó đã trợ giúp cho chiếc SS Saint Mihiel, vốn gặp hỏa hoạn sau tai nạn va chạm với chiếc SS Nashbulk.

### Mặt trận Thái Bình Dương

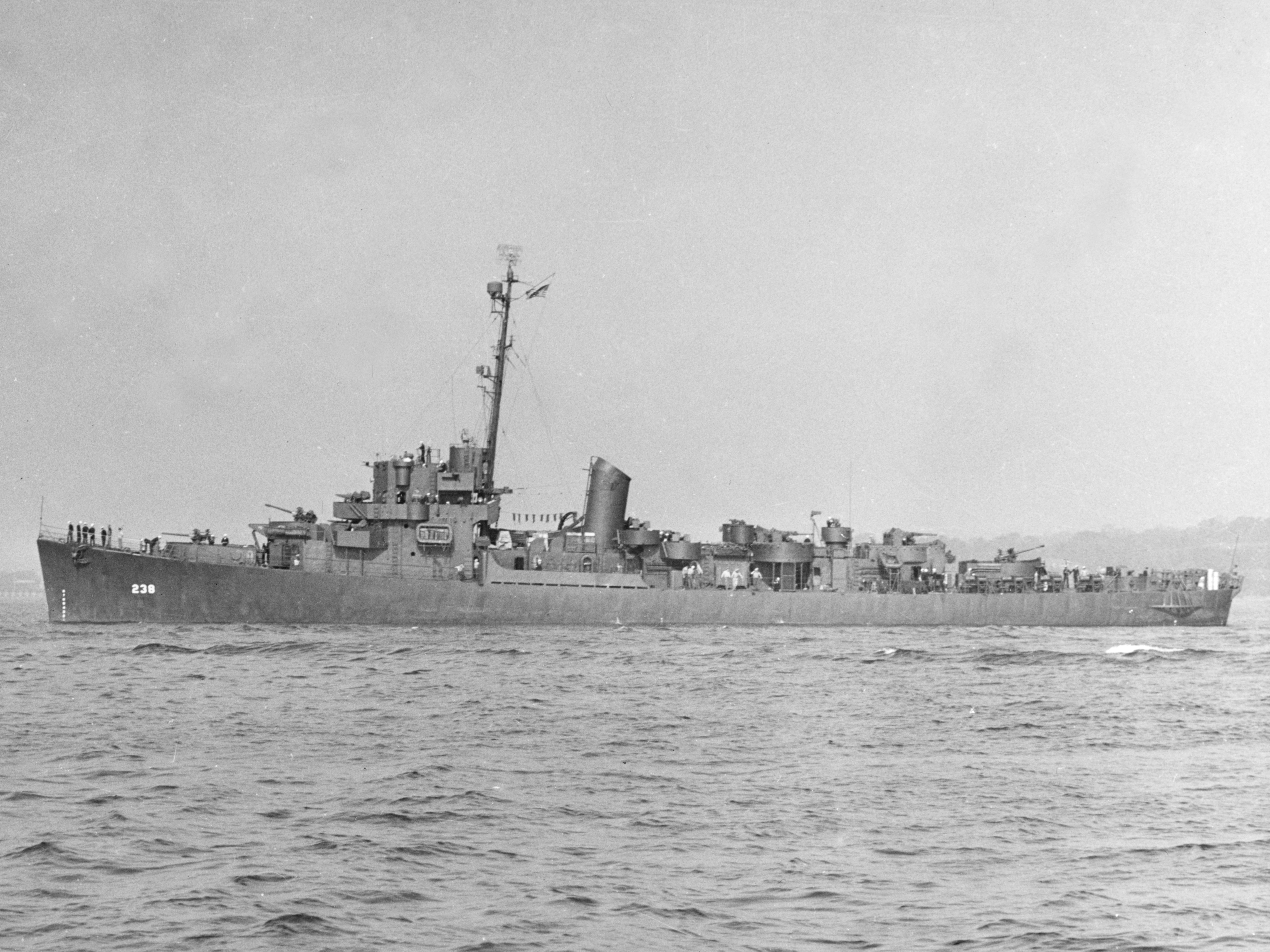
Stewart vào tháng 6 năm 1945.

Sau chuyến đi cuối cùng sang Châu Âu, khi mà chiến tranh đã kết thúc tại Châu Âu, Stewart đi vào Xưởng hải quân New York, nơi nó được sửa chữa trong 18 ngày trước khi được điều động sang khu vực Mặt trận Thái Bình Dương. Nó rời New York vào ngày 24 tháng 6 để đi Norfolk, rồi tiếp tục thực hành huấn luyện tại vịnh Guantánamo, Cuba từ ngày 30 tháng 6 đến ngày 12 tháng 7. Cùng với các tàu chị em Edsall (DE-129) và Moore (DE-240), con tàu lên đường đi sang vùng bờ Tây, băng qua kênh đào Panama 16 tháng 7 và đi đến San Diego, California vào ngày 24 tháng 7.
Sau khi được sửa chữa trong bốn ngày, Stewart cùng tàu chị em Wilhoite (DE-397) và hai tàu hộ tống khu trục khác lên đường vào ngày 28 tháng 7 để hướng sang quần đảo Hawaii. Đi đến Trân Châu Cảng vào ngày 4 tháng 8, con tàu tiến hành huấn luyện phối hợp, thoạt tiên cùng tàu ngầm Spearfish (SS-190) và sau đó cùng tàu tuần dương hạng nặng Baltimore (CA-68) cho đến ngày 5 tháng 9, vào lúc mà Nhật Bản đã chấp nhận đầu hàng, giúp chấm dứt vĩnh viễn cuộc xung đột. Vì vậy nó khởi hành để quay trở lại vùng bờ Đông, ghé đến San Diego từ ngày 11 đến ngày 13 tháng 9, băng qua kênh đào Panama vào ngày 22 tháng 9, và về đến Philadelphia, Pennsylvania vào ngày 27 tháng 9.
Stewart sau đó được đưa về Hạm đội Dự bị Đại Tây Dương và xuất biên chế tại Green Cove Springs, Florida vào tháng 1, 1947; cho dù các nguồn khác cho rằng con tàu xuất biên chế vào ngày 27 tháng 3, 1946. Thoạt tiên neo đậu cùng thành phần dự bị tại Charleston, South Carolina, rồi chuyển đến Norfolk vào năm 1959 và cuối cùng đến Orange, Texas vào năm 1969. Trải qua một đợt thanh tra vào năm 1972, con tàu được xem là không còn phù hợp để tiếp tục phục vụ, nên tên nó được cho rút khỏi danh sách Đăng bạ Hải quân vào ngày 1 tháng 10, 1972.

### Tàu bảo tàng
Vào ngày 25 tháng 6, 1974, Stewart cùng với Cavalla (SS-244), một tàu ngầm lớp Gato được Hải quân chuyển cho thành phố Galveston, Texas để trưng bày tại Trung tâm Chiến tranh dưới nước Hoa Kỳ ở Công viên Seawolf trên đảo Pelican, nơi tưởng niệm các công dân Texas đã bỏ mình trong Thế Chiến II. Cả hai con tàu đều đặt trên đất liền. Tuy nhiên việc thiếu bảo quản công với yếu tố thời gian và sự phá hoại đã làm cho tình trạng vật chất của cả hai con tàu trở nên tồi tệ; do đó vào năm 1996 Hải quân dự định thu hồi Stewart, chuyển nó đến Pittsburgh, Pennsylvania và giao lại cho Bảo tàng Carnegie của Pittsburgh quản lý. Đến tháng 10, 1998, Ban quản lý Công viên Galveston thông báo ý định tháo dỡ cả hai con tàu. Sau sự tranh luận kéo dài của công chúng, Ban quản lý Công viên cho phép tổ chức Cavalla Historical Foundation gây quỹ để phục hồi và bảo tồn cả hai con tàu.
Vào ngày 11 tháng 11, 2007, Stewart được công nhận là một Danh lam Lịch sử Quốc gia Hoa Kỳ.

## Phần thưởng
Nguồn: Navsource Naval History
|  |  |

| Huân chương Chiến dịch Hoa Kỳ | Huân chương Chiến thắng Thế Chiến II |